# Play It Loud
Albums de Slade
Beginnings
(1969) Slade Alive!
(1972)
Singles
1. Shape of Things to Come
Sortie : 12 mars 1970
2. Know Who You Are
Sortie : 20 septembre 1970

Play It Loud est le deuxième album studio du groupe britannique de rock Slade. Il est sorti en 1970 sur le label Polydor.
Sous l'influence de leur nouvel imprésario Chas Chandler, les membres du groupe changent d'image : ils se font couper les cheveux et s'habillent en skinheads, comme le montre la photo de la pochette.
Comme le premier album de Slade, Beginnings, Play It Loud est un échec commercial à sa sortie. Les deux singles qui en sont tirés, la reprise de Shape of Things to Come et le morceau original Know Who You Are, ne parviennent pas non plus à figurer dans le hit-parade britannique. Le groupe abandonne rapidement son image skinhead au profit de costumes plus exubérants.

## Fiche technique

### Chansons
| 1. | Raven                   | Noddy Holder, Jim Lea, Don Powell | 2:37 |
| 2. | See Us Here             | Noddy Holder, Jim Lea, Don Powell | 3:12 |
| 3. | Dapple Rose             | Jim Lea, Don Powell               | 3:31 |
| 4. | Could I                 | Jimmy Griffin, Robb Royer         | 2:45 |
| 5. | One Way Hotel           | Noddy Holder, Jim Lea, Don Powell | 2:40 |
| 6. | Shape of Things to Come | Barry Mann, Cynthia Weil          | 2:18 |

| 7.  | Know Who You Are | Dave Hill, Noddy Holder, Jim Lea, Don Powell | 2:53 |
| 8.  | I Remember       | Jim Lea, Don Powell                          | 2:55 |
| 9.  | Pouk Hill        | Noddy Holder, Jim Lea, Don Powell            | 2:23 |
| 10. | Angelina         | Neil Innes                                   | 2:49 |
| 11. | Dirty Joker      | Jim Lea, Don Powell                          | 3:26 |
| 12. | Sweet Box        | Jim Lea, Don Powell                          | 3:24 |

### Musiciens
- Noddy Holder : chant, guitare rythmique
- Dave Hill : guitare solo, chœurs
- Jim Lea : basse, violon, chœurs
- Don Powell : batterie

### Équipe de production
- Chas Chandler : production
- George Chkiantz : ingénieur du son
- Anton Mathews : mixage
- Gered Mankowitz : photographie
- Hamish and Gustav : pochette